# Ialoveni
Ialoveni [ialo'ven] (de 1944 a 1989 en cirílico Яловень; en ruso Jaloweny/Яловены) es la capital del distrito homónimo en Moldavia. Se encuentra muy cerca de la capital del país, Chisináu, aproximadamente a unos 12 km de distancia en sentido sur, y a unos 35 km del río Dniéster.
Su fundación tuvo lugar en el año 1436, aunque los primeros documentos en los que aparece el nombre de Ialoveni datan de muchos años más tarde, de 1639 y 1643. La localidad, que recibió estatus de ciudad el 7 de diciembre de 1994, es conocida gracias a la fábrica de la compañía vinícola Ialoveni. 
En la ciudad existía un cementerio de soldados que fue destruido por las autoridades soviéticas. En ese lugar estaban enterrados los soldados rumanos que perdieron la vida en la campaña rusa de 1941, durante la Segunda Guerra Mundial.

## Ciudades hermanadas
Ialoveni está hermanada con:
- Topraisar, Rumanía (desde el 26 de julio de 2001)
- Force, Italia (desde el 2 de agosto de 2002)
- Montefortino, Italia (desde el 2 de agosto de 2002)
- Lesznowola, Polonia (desde el 30 de junio de 2004)
- Pocheon, Corea del Sur (desde el 20 de noviembre de 2005)